# 1418
Il 1418 (MCDXVIII in numeri romani) è un anno  del XV secolo.

## Eventi
- 22 aprile – Nell'ultima seduta il nuovo Papa Martino V approva tutti i decreti del concilio, anche quelli decisi prima della sua elezione. Fine dello Scisma d'Occidente.
- Con la morte di Ludovico di Savoia-Acaia si estingue il ramo dei Savoia Acaia, e il principato di Piemonte torna sotto la contea di Savoia con capitale Chambéry.
- Filippo Brunelleschi vince il bando di concorso per la cupola di Santa Maria del Fiore.
- Parigi viene riconquistata dai Borgognoni, grazie alla collaborazione degli Inglesi.
- Nasce il Duomo di Milano.

## Nati
- 9 gennaio - Giovanni Raimondo Folch III de Cardona, generale spagnolo († 1486)
- 26 febbraio - Cristoforo di Baviera, re († 1448)
- 1º marzo - Domenico Colombo, artigiano e mercante italiano
- 4 marzo - Benedetto Dei, storico italiano († 1492)
- 8 marzo - Antonio Pucci, politico italiano († 1484)
- 14 marzo - Filippo II di Nassau-Weilburg, conte († 1492)
- 31 marzo - Margherita Gonzaga, nobile († 1439)
- 6 aprile - Domenico Malatesta, condottiero italiano († 1465)
- 16 maggio - Giovanni II di Cipro, re († 1458)
- 7 luglio - Pietro II di Bretagna, nobile francese († 1457)
- 12 luglio - Caterino Zeno, viaggiatore e diplomatico italiano († 1478)
- 16 luglio - Roberto Sanseverino d'Aragona, nobile e condottiero italiano († 1487)
- 15 agosto - Giovanni Hinderbach, vescovo cattolico tedesco († 1486)
- 23 settembre - Zanobi Machiavelli, pittore e miniaturista italiano († 1479)
- 2 novembre - Gaspare Nadi, storico italiano († 1504)
- 8 dicembre - Jeonghui di Joseon, regina coreana († 1483)
- 18 dicembre - Alberto VI d'Asburgo, nobile († 1463)
- Agostino di Duccio, scultore italiano
- Caterina Branković, nobildonna e scrittrice serba († 1492)
- Philippe de Crèvecœur d'Esquerdes, generale francese († 1494)
- Giacomo Cusani, diplomatico e politico italiano († 1483)
- Giovanni V di Meclemburgo, principe († 1442)
- Giovanni Giustiniani Longo, generale italiano († 1453)
- Jacovella da Celano, nobile italiana
- Luigi di Lussemburgo-Saint-Pol, generale francese († 1475)
- Ludovico Malvezzi, nobile e condottiero italiano († 1467)
- Gian Galeazzo II Manfredi, condottiero italiano († 1465)
- Niccolò di Giovanni Fiorentino, scultore e architetto italiano
- Isotta Nogarola, umanista italiana († 1466)
- Stefano da Bagnone, presbitero italiano († 1478)
- Jacopo Zeno, vescovo cattolico e umanista italiano († 1481)
- Federico II di Brunswick-Lüneburg, nobile tedesco († 1478)

## Morti
- 10 gennaio - Guglielmo II di Namur, nobile francese (n. 1355)
- 31 gennaio - Mircea il Vecchio, sovrano rumeno (n. 1355)
- 8 marzo - Carlo Zen, ammiraglio italiano (n. 1334)
- 22 marzo - Nicolas Flamel, scrittore e alchimista francese (n. 1330)
- 22 marzo - Teodorico di Nieheim, storico tedesco (n. 1345)
- 30 marzo - Giacomo de' Rossi, vescovo cattolico italiano
- 26 aprile - Teodoro II del Monferrato, marchese (n. 1364)
- 8 maggio - Giovanni Vici da Stroncone, religioso italiano
- 2 giugno - Caterina di Lancaster, sovrana spagnola (n. 1373)
- 12 giugno - Bernardo VII d'Armagnac, nobile francese
- 12 giugno - Jean de Montreuil, scrittore francese (n. 1354)
- 16 luglio - Al-Qalqashandi, storico e matematico egiziano (n. 1355)
- 18 luglio - Deodato II di Clermont-Lodève, nobile francese (n. 1325)
- 31 luglio - Anna di Lituania, nobildonna
- 16 agosto - Angelo Barbarigo, cardinale italiano
- 4 settembre - Antonio di Challant, cardinale e abate italiano
- 13 settembre - Beatrice Cane, nobile
- 15 settembre - Ibrahim I di Shirvan, sovrano azero
- 22 novembre - Guglielmo Carbone, cardinale italiano
- 25 novembre - Henry Beaufort, II conte di Somerset, conte britannico (n. 1401)
- 11 dicembre - Ludovico di Savoia-Acaia, nobile (n. 1364)
- Baldo de' Bonafarii, politico e diplomatico italiano
- Giacomo I Crispo, duca
- Richard Loqueville, compositore francese
- Aragonio Malaspina, arcivescovo cattolico e condottiero italiano
- Ostoja di Bosnia, sovrano bosniaco
- Marco I Pio, politico italiano
- Alessandro Šišman, principe bulgaro

## Calendario
| Calendario 1418 | Calendario 1418 | Calendario 1418 | Calendario 1418 | Calendario 1418 | Calendario 1418 | Calendario 1418 | Calendario 1418 | Calendario 1418 | Calendario 1418 | Calendario 1418 | Calendario 1418 | Calendario 1418 | Calendario 1418 | Calendario 1418 | Calendario 1418 | Calendario 1418 | Calendario 1418 | Calendario 1418 | Calendario 1418 | Calendario 1418 | Calendario 1418 | Calendario 1418 | Calendario 1418 | Calendario 1418 | Calendario 1418 | Calendario 1418 | Calendario 1418 | Calendario 1418 | Calendario 1418 | Calendario 1418 | Calendario 1418 | Calendario 1418 |
| --------------- | --------------- | --------------- | --------------- | --------------- | --------------- | --------------- | --------------- | --------------- | --------------- | --------------- | --------------- | --------------- | --------------- | --------------- | --------------- | --------------- | --------------- | --------------- | --------------- | --------------- | --------------- | --------------- | --------------- | --------------- | --------------- | --------------- | --------------- | --------------- | --------------- | --------------- | --------------- | --------------- |
|                 | 1               | 2               | 3               | 4               | 5               | 6               | 7               | 8               | 9               | 10              | 11              | 12              | 13              | 14              | 15              | 16              | 17              | 18              | 19              | 20              | 21              | 22              | 23              | 24              | 25              | 26              | 27              | 28              | 29              | 30              | 31              |                 |
| Gennaio         | Sa              | Do              | Lu              | Ma              | Me              | Gi              | Ve              | Sa              | Do              | Lu              | Ma              | Me              | Gi              | Ve              | Sa              | Do              | Lu              | Ma              | Me              | Gi              | Ve              | Sa              | Do              | Lu              | Ma              | Me              | Gi              | Ve              | Sa              | Do              | Lu              |                 |
| Febbraio        | Ma              | Me              | Gi              | Ve              | Sa              | Do              | Lu              | Ma              | Me              | Gi              | Ve              | Sa              | Do              | Lu              | Ma              | Me              | Gi              | Ve              | Sa              | Do              | Lu              | Ma              | Me              | Gi              | Ve              | Sa              | Do              | Lu              |                 |                 |                 |                 |
| Marzo           | Ma              | Me              | Gi              | Ve              | Sa              | Do              | Lu              | Ma              | Me              | Gi              | Ve              | Sa              | Do              | Lu              | Ma              | Me              | Gi              | Ve              | Sa              | Do              | Lu              | Ma              | Me              | Gi              | Ve              | Sa              | Do              | Lu              | Ma              | Me              | Gi              |                 |
| Aprile          | Ve              | Sa              | Do              | Lu              | Ma              | Me              | Gi              | Ve              | Sa              | Do              | Lu              | Ma              | Me              | Gi              | Ve              | Sa              | Do              | Lu              | Ma              | Me              | Gi              | Ve              | Sa              | Do              | Lu              | Ma              | Me              | Gi              | Ve              | Sa              |                 |                 |
| Maggio          | Do              | Lu              | Ma              | Me              | Gi              | Ve              | Sa              | Do              | Lu              | Ma              | Me              | Gi              | Ve              | Sa              | Do              | Lu              | Ma              | Me              | Gi              | Ve              | Sa              | Do              | Lu              | Ma              | Me              | Gi              | Ve              | Sa              | Do              | Lu              | Ma              |                 |
| Giugno          | Me              | Gi              | Ve              | Sa              | Do              | Lu              | Ma              | Me              | Gi              | Ve              | Sa              | Do              | Lu              | Ma              | Me              | Gi              | Ve              | Sa              | Do              | Lu              | Ma              | Me              | Gi              | Ve              | Sa              | Do              | Lu              | Ma              | Me              | Gi              |                 |                 |
| Luglio          | Ve              | Sa              | Do              | Lu              | Ma              | Me              | Gi              | Ve              | Sa              | Do              | Lu              | Ma              | Me              | Gi              | Ve              | Sa              | Do              | Lu              | Ma              | Me              | Gi              | Ve              | Sa              | Do              | Lu              | Ma              | Me              | Gi              | Ve              | Sa              | Do              |                 |
| Agosto          | Lu              | Ma              | Me              | Gi              | Ve              | Sa              | Do              | Lu              | Ma              | Me              | Gi              | Ve              | Sa              | Do              | Lu              | Ma              | Me              | Gi              | Ve              | Sa              | Do              | Lu              | Ma              | Me              | Gi              | Ve              | Sa              | Do              | Lu              | Ma              | Me              |                 |
| Settembre       | Gi              | Ve              | Sa              | Do              | Lu              | Ma              | Me              | Gi              | Ve              | Sa              | Do              | Lu              | Ma              | Me              | Gi              | Ve              | Sa              | Do              | Lu              | Ma              | Me              | Gi              | Ve              | Sa              | Do              | Lu              | Ma              | Me              | Gi              | Ve              |                 |                 |
| Ottobre         | Sa              | Do              | Lu              | Ma              | Me              | Gi              | Ve              | Sa              | Do              | Lu              | Ma              | Me              | Gi              | Ve              | Sa              | Do              | Lu              | Ma              | Me              | Gi              | Ve              | Sa              | Do              | Lu              | Ma              | Me              | Gi              | Ve              | Sa              | Do              | Lu              |                 |
| Novembre        | Ma              | Me              | Gi              | Ve              | Sa              | Do              | Lu              | Ma              | Me              | Gi              | Ve              | Sa              | Do              | Lu              | Ma              | Me              | Gi              | Ve              | Sa              | Do              | Lu              | Ma              | Me              | Gi              | Ve              | Sa              | Do              | Lu              | Ma              | Me              |                 |                 |
| Dicembre        | Gi              | Ve              | Sa              | Do              | Lu              | Ma              | Me              | Gi              | Ve              | Sa              | Do              | Lu              | Ma              | Me              | Gi              | Ve              | Sa              | Do              | Lu              | Ma              | Me              | Gi              | Ve              | Sa              | Do              | Lu              | Ma              | Me              | Gi              | Ve              | Sa              |                 |